# Ellingsenius ugandanus
Espèce
Ellingsenius ugandanus est une espèce de pseudoscorpions de la famille des Cheliferidae.

## Distribution
Cette espèce est endémique d'Ouganda.

## Étymologie
Son nom d'espèce lui a été donné en référence au lieu de sa découverte, l'Ouganda.

## Publication originale
- Beier, 1935 : Four new tropical Pseudoscorpionidea. Annals and Magazine of Natural History, sér. 10, vol. 15, p. 484-489.